# Crittografia basata sui reticoli
La crittografia basata sui reticoli è un tipo di crittografia che fa uso di reticoli matematici nella costruzione di primitive crittografiche o nelle prove di sicurezza. Diversamente da altri algoritmi di crittografia molto diffusi, come RSA, Diffie-Hellman e quelli basati sulle curve ellittiche, che potrebbero in teoria essere violati utilizzando l'algoritmo di fattorizzazione di Shor su un computer quantistico, gli algoritmi basati sui reticoli sono resistenti sia agli attacchi di tipo classico che a quelli che usano calcolatori quantistici.
Tra il 2016 e il 2020 il National Institute of Standards and Technology statunitense ha condotto un processo di selezione pubblico per trovare nuovi algoritmi di crittografia post-quantistica. I tre finalisti sono stati il meccanismo di incapsulamento della chiave Kyber e gli algoritmi per la firma digitale Dilithium e Falcon, tutti e tre basati sui reticoli.